# Haxi
Haxi (kinesiska: 哈溪) är en köping i nordvästra Kina. Den ligger i Tianzhu autonoma härad för tibetaner i staden Wuwei i provinsen Gansu omkring 130 kilometer nordväst om provinshuvudstaden Lanzhou. Antalet invånare är 17836. Befolkningen består av 8 543 kvinnor och 9 293 män. Barn under 15 år utgör 16,0 %, vuxna 15-64 år 75 %, och äldre över 65 år 8,0 %.